# Manterrupting
Le manterrupting (fusion des mots anglais man et interrupting, traduit en français par hommeterruption ou mecterruption) est un néologisme féministe américain qui désigne le comportement consistant, pour un homme, à couper la parole à une femme lors de discussions ou de débats en raison du genre de son interlocutrice. Pour les tenants de ce concept, un tel comportement relève du sexisme et de la domination masculine.

## Terminologie
« Manterrupting » est un mot-valise composé des mots man (homme) et interrupt (interrompre). Le terme a été popularisé par Jessica Bennett,, autrice de l'essai Feminist Fight Club: An Office Survival Manual for a Sexist Workplace. Dans un article du Time, elle définit le terme ainsi : « Manterrupting: Unnecessary interruption of a woman by a man » (« interruption non nécessaire d'une femme par un homme »). Elle utilise cette expression en 2015 pour qualifier l'attitude de Kanye West qui, lors de la cérémonie de remise de prix des MTV Video Music Awards de 2009, est monté sur scène pendant le discours de remerciement de Taylor Swift, s'emparant alors de son micro pour affirmer son soutien à Beyoncé,.

## Exemples
En septembre 2016, Jessica Bennett établit le décompte des diverses interruptions de parole lors du premier débat présidentiel entre Donald Trump et Hillary Clinton. Le résultat final est de quarante interruptions de Clinton par Trump, contre une seule de Trump par Clinton. Elle interprète ce résultat (40 contre 1) comme une expression manifeste de manterrupting.
Un décompte identique est réalisé en France lors du troisième débat télévisé de la primaire française de la droite et du centre de 2016 : Nathalie Kosciusko-Morizet a été interrompue 27 fois contre 9 fois pour Alain Juppé, 10 pour Jean-François Copé, 11 pour Jean-Frédéric Poisson et Bruno Le Maire et 12 fois pour François Fillon et Nicolas Sarkozy.

## Critiques
Un reproche couramment évoqué est l’utilisation du terme exclusivement sur les réseaux sociaux mais peu dans les médias, et le fait qu’il pourrait simplifier une réalité plus complexe.
Le terme est critiqué comme étant sexiste, créant des stéréotypes sur le sexe masculin. Il s'agit d'un exemple frappant de Male tears ou larmes d’homme, désignant la victimisation des hommes cisgenre face aux difficultés qu'ils rencontrent dans la société du fait de leur position masculine et du fait, ils minimisent celles des femmes. Il s'agit d'accusation à l'encontre des femmes et/ou des féministes, comme le fait de détester les hommes, de vouloir prendre le pouvoir, ou rendre impossible tout rapport de séduction hétérosexuelle.